# Oncideres gemmata
Oncideres gemmata är en skalbaggsart som beskrevs av Dillon 1946. Oncideres gemmata ingår i släktet Oncideres och familjen långhorningar. Inga underarter finns listade i Catalogue of Life.